# Wilson Hills (Gujarat)

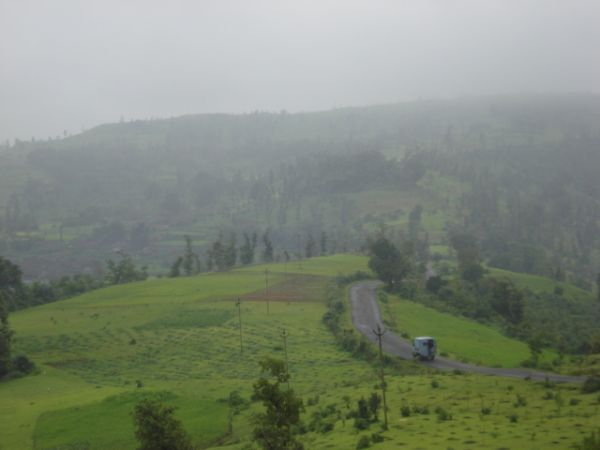
Vall de Wilson Hills

Wilson Hills és una estació de muntanya a l'estat indi de Gujarat. És a prop de Dharampur, Taluka i també és l'estació de muntanya més propera a Valsad Surat.
Wilson Hills es troba en una regió densament boscosa a prop del santuari de vida salvatge de Pangarbari.
Té una altitud mitjana de 750 m (2500 peus). Els Wilson Hills són populars durant els mesos d'estiu, ja que gaudeixen d'un clima més fresc i menys humit que els voltants.

## Llocs per veure

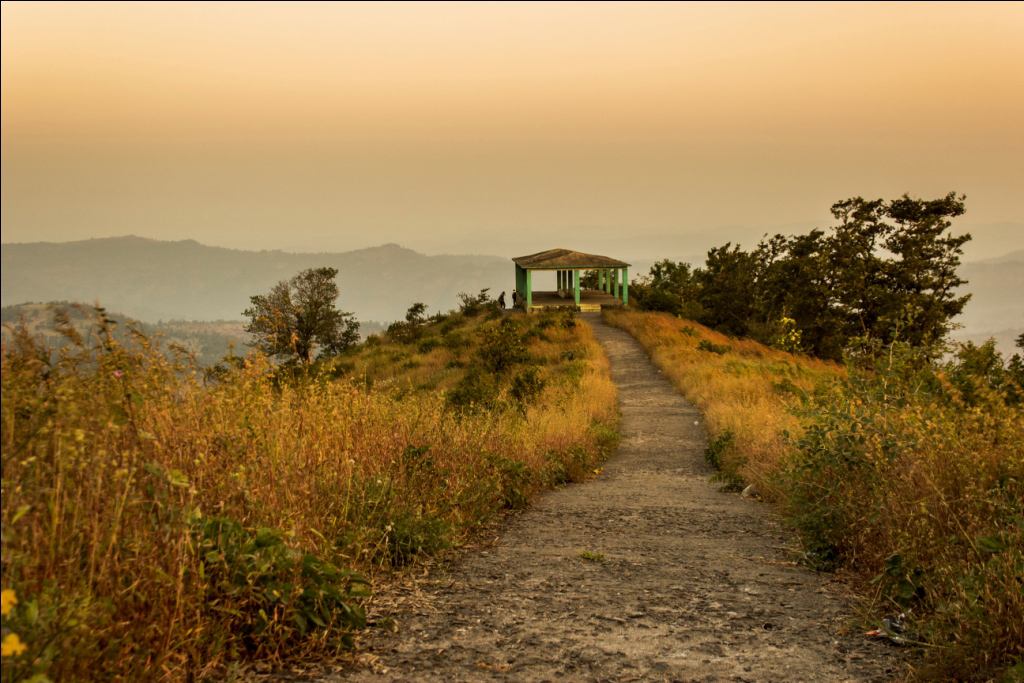
Mirador de Wilson Hill

Hi ha un total de sis miradors a Wilson Hills i es poden veure prop de les montanyes:
- Marble Chatri Point
- Steep Valley Point
- Ozone Valley Point
- Sunrise Point
- Sunset Point
- Shankar point (cascades)
- Temple de Barumal
- Museu de Lady Wilson
- El centre de ciència del districte
- Jalaram dham faladhara
- Les cascades bessones de Bilpudi
- Cascada de Ganesh Makadban
- Cascada de Khoba

## Història
Wilson Hills va ser nomenat així en memòria de Lord Wilson, el governador de Bombai de 1923 a 1928, per Vijay Devji, l'últim rei de Dharampur. Lord Wilson i el rei Vijay Devji havien planejat desenvolupar la zona en una estació de muntanya, però el projecte no es va dur a terme. Al cim queda un monument a la seva memòria.

## Ubicació
Wilson Hills es troba a 20° 30′ 52″ N, 73° 13′ 08″ E / 20.51442°N,73.218813°E 20° 30′ 52″ N, 73° 13′ 08″ E / 20.51442°N,73.218813°E. És connectat per una carretera de quitrà a la ciutat de Dharampur, que és a 29 km de la base dels turons.